# Кока (нэнго)
Кока (яп. 弘化 ко:ка, становление широким, обширным) — девиз правления (нэнго) японских императоров Нинко и Комэя, использовавшийся с 1844 по 1848 год.

## Продолжительность
Начало и конец эры:
- 2-й день 12-й луны 15-го года Тэмпо (по григорианскому календарю — 9 января 1845);
- 28-й день 2-й луны 5-го года Кока (по григорианскому календарю — 1 апреля 1848).

## Происхождение
Название нэнго было заимствовано из древнекитайского сочинения Шу цзин:「弍公弘化、寅亮天地」.

## События
- 1844 год (1-й год Кока) — пожар в замке Эдо[7];
- 1846 год (3-й год Кока) — проведена перепись населения, последняя при сёгунате; по её результатам, население страны достигло 26 миллионов 907 тысяч 600 человек[8];
- 1847 год (4-й год Кока) — один из самых сейсмоактивных годов за всю историю города Эдо: земля дрожала под ногами его жителей 33 дня из 365[9];
- 8 мая 1847 года (24-й день 3-й луны 4-го года Кока) — землетрясение на территории современной префектуры Нагано[10];

## Сравнительная таблица
Ниже представлена таблица соответствия японского традиционного и европейского летосчисления. В скобках к номеру года японской эры указано название соответствующего года из 60-летнего цикла китайской системы гань-чжи. Японские месяцы традиционно названы лунами.
| 1-й год Кока (Деревянный Дракон) | 1-я луна        | 2-я луна   | 3-я луна* | 4-я луна  | 5-я луна* | 6-я луна               | 7-я луна*  | 8-я луна    | 9-я луна*   | 10-я луна  | 11-я луна* | 12-я луна      |               |
| -------------------------------- | --------------- | ---------- | --------- | --------- | --------- | ---------------------- | ---------- | ----------- | ----------- | ---------- | ---------- | -------------- | ------------- |
| Григорианский календарь          | 18 февраля 1844 | 19 марта   | 18 апреля | 17 мая    | 16 июня   | 15 июля                | 14 августа | 12 сентября | 12 октября  | 10 ноября  | 10 декабря | 8 января 1845  |               |
| Юлианский календарь              | 6 февраля 1844  | 7 марта    | 6 апреля  | 5 мая     | 4 июня    | 3 июля                 | 2 августа  | 31 августа  | 30 сентября | 29 октября | 28 ноября  | 27 декабря     |               |
| 2-й год Кока (Деревянная Змея)   | 1-я луна*       | 2-я луна   | 3-я луна* | 4-я луна  | 5-я луна  | 6-я луна*              | 7-я луна   | 8-я луна*   | 9-я луна    | 10-я луна* | 11-я луна  | 12-я луна*     |               |
| Григорианский календарь          | 7 февраля 1845  | 8 марта    | 7 апреля  | 6 мая     | 5 июня    | 5 июля                 | 3 августа  | 2 сентября  | 1 октября   | 31 октября | 29 ноября  | 29 декабря     |               |
| Юлианский календарь              | 26 января 1845  | 24 февраля | 26 марта  | 24 апреля | 24 мая    | 23 июня                | 22 июля    | 21 августа  | 19 сентября | 19 октября | 17 ноября  | 17 декабря     |               |
| 3-й год Кока (Огненная Лошадь)   | 1-я луна        | 2-я луна*  | 3-я луна  | 4-я луна* | 5-я луна  | 5-я луна* (високосная) | 6-я луна   | 7-я луна    | 8-я луна*   | 9-я луна   | 10-я луна* | 11-я луна      | 12-я луна*    |
| Григорианский календарь          | 27 января 1846  | 26 февраля | 27 марта  | 26 апреля | 25 мая    | 24 июня                | 23 июля    | 22 августа  | 21 сентября | 20 октября | 19 ноября  | 17 января 1847 |               |
| Юлианский календарь              | 15 января 1846  | 14 февраля | 15 марта  | 14 апреля | 13 мая    | 12 июня                | 11 июля    | 10 августа  | 9 сентября  | 8 октября  | 7 ноября   | 6 декабря      | 5 января 1847 |
| 4-й год Кока (Огненная Коза)     | 1-я луна        | 2-я луна*  | 3-я луна  | 4-я луна* | 5-я луна* | 6-я луна               | 7-я луна   | 8-я луна*   | 9-я луна    | 10-я луна  | 11-я луна* | 12-я луна      |               |
| Григорианский календарь          | 15 февраля 1847 | 17 марта   | 15 апреля | 15 мая    | 13 июня   | 12 июля                | 11 августа | 10 сентября | 9 октября   | 8 ноября   | 8 декабря  | 6 января 1848  |               |
| Юлианский календарь              | 3 февраля 1847  | 5 марта    | 3 апреля  | 3 мая     | 1 июня    | 30 июня                | 30 июля    | 29 августа  | 27 сентября | 27 октября | 26 ноября  | 25 декабря     |               |
| 5-й год Кока (Земляная Обезьяна) | 1-я луна*       | 2-я луна   | 3-я луна* | 4-я луна* | 5-я луна  | 6-я луна*              | 7-я луна   | 8-я луна*   | 9-я луна    | 10-я луна  | 11-я луна  | 12-я луна*     |               |
| Григорианский календарь          | 5 февраля 1848  | 5 марта    | 4 апреля  | 3 мая     | 1 июня    | 1 июля                 | 30 июля    | 29 августа  | 27 сентября | 27 октября | 26 ноября  | 26 декабря     |               |
| Юлианский календарь              | 24 января 1848  | 22 февраля | 23 марта  | 21 апреля | 20 мая    | 19 июня                | 18 июля    | 17 августа  | 15 сентября | 15 октября | 14 ноября  | 14 декабря     |               |

* звёздочкой отмечены короткие месяцы (луны) продолжительностью 29 дней. Остальные месяцы длятся 30 дней.